# Célula de Fañanas
As células de Fañanas (também conhecidas como células emplumadas de Fañanas) são células gliais do córtex cerebelar.
Elas estão localizados na camada granular com protrusões citoplasmáticas estendendo-se para a parte inferior da camada molecular. Elas são consideradas intimamente relacionadas (e às vezes até chamadas de) células epiteliais de Golgi e são justapostas às células da glia radial ou células da glia de Bergmann. As células de Fañanas são algumas vezes definidas como "astrócitos especializados".
Esse tipo de célula foi descrito pela primeira vez por em 1916 Jorge Ramón y Cajal Fañanás, filho de Santiago Ramón y Cajal.

## Histologia
Estudos microscópicos mostram que a célula de Fañanas são uma população de células gliais satélite cujas protuberâncias não contêm filamentos gliais como o GFAP. Essas células estão localizados próximos ao corpo das células de Purkinje na camada granular do cerebelo.
As células emplumadas de Fañanas ocorrem em subformas com uma, duas ou múltiplas "penas" de extensões citoplasmáticas, cravejadas de pequenos brotos arredondados. As saliências são frequentemente muito mais curtas do que as de outras células epiteliais de Golgi e correm paralelas às fibras das células gliais de Bergmann. As extensões das células fañanas normalmente não fazem parte da membrana limitante da glia.
Com a coloração de Nissl, as células de Fañanas podem ser identificadas por seus núcleos ligeiramente maiores, arredondados e ovais, espalhados na camada molecular e granular do cerebelo.

## Função e relevância clínica
O papel da célula de Fañanas na conectividade e estrutura do córtex cerebelar ainda é desconhecido.

Um estudo encontrou desvios da expressão de vimentinna em pacientes com doença de Creutzfeldt-Jakob (CJD) que podem estar relacionados a alterações patológicas na glia de Fañanas. Essas variações também foram descritas na microglia cerebelar e nas células de Bergmann . No entanto, os resultados do estudo não apontaram para mutações significativas nas células de Fañanas, mas sim descreveram a possível importância dos astrócitos em geral na etiologia da DCJ.